# Kostel svaté Kateřiny (Medvědice)
Římskokatolický filiální kostel svaté Kateřiny v Medvědicích je původně gotická sakrální stavba. Od 3. května 1958 je kostel chráněn jako kulturní památka České republiky.

## Historie
První písemná zmínka o kostele z roku 1352 se nachází v registru papežského desátku. Roku 1369 byl součástí třebenického děkanátu a platil osm grošů papežského desátku, který se v roce 1399 zvýšil na šestnáct grošů, ale roku 1405 byl opět jen osm grošů. Z roku 1364 je znám farář Konrád a ve stejném roce bratři Václav, Bušek a Prokop z Čížkovic na základě svého patronátního práva přidělili nového faráře Blažeje.
Tento starý kostel byl snad renesančně upravován, jak tomu může nasvědčovat sdružené okno v edikule v západním štítu. Byl zřejmě upravován i v barokní době. Z tohoto období před požárem by mohly pocházet nízké přístavky na obou bocích presbytáře, ale je také možné, že vznikly až při úpravách v devatenáctém století. Tento starý kostel vyhořel v roce 1814 a byl následně, až do roku 1819, zčásti přestavován. Při této přestavbě byla zřejmě prolomena velká okna se segmentovými záklenky na bocích. Po původních hrotitých otvorech se zachovaly otisky v omítce. Po roce 1945, kdy byli vysídleni německy mluvící obyvatelé, začal kostel postupně chátrat. Do začátku 21. století byly prováděny jen základní udržovací práce.
Od konce roku 2021 je kostel v majetku a správě Spolku za oživení medvědického kostela, který pořádá akce na podporu nutných oprav kostela a pro jeho lepší propagaci.

## Architektura
Jedná se o obdélnou, jednolodní stavbu s polygonálním gotickým presbytářem s nízkou čtvercovou sakristií po jižní straně a pravoúhlým přístavkem po severní straně. Podle Jaroslav Skopce se sakristie nachází na severní straně, zatímco jižní přístavek sloužil k ukládání cenných předmětů. Obvodové zdi, s výjimkou mladšího západního průčelí, pochází ze druhé třetiny patnáctého století. V bočních fasádách lodi je po jednom polokruhem zakončeném okně. Presbytář je stejně vysoký jako loď a na vnější straně je členěn opěráky s kamennými znakovými štítky a polokruhově zakončenými okny. Západní průčelí je zcela hladké, štítové. V ose průčelí je polokruhově zakončený vstup a dvě okna.
Presbytář je sklenut jedním polem křížové klenby a v závěru konchou. V jižní stěně je výklenkový, polokruhem a křížem zakončený sanktuář. Vchod do sakristie je obdélný. Za oltářem se nachází mělký pravoúhlý výklenek. V severní stěně je polokruhově zakončený vstup do prostory s plochým stropem. Loď je takřka čtvercového půdorysu. Má plochý strop. Kruchta je zděná s konvexně vyloženým zábradlím. Podkruchtí je sklenuto valeným pásem a otevřeno do lodi.

## Zařízení
Hlavní oltář je barokní ze druhé čtvrtiny osmnáctého století. Přenesen na místo byl v roce 1880 z ženského kláštera v Chomutově. Ženský klášter Křížových sester v Chomutově však vznikl až v roce 1864, takže je možné, že oltář mohl být původně instalován v kostele téhož zasvěcení u zaniklé komendy německých rytířů, která se později stala chomutovským zámkem. Na oltáři je socha sv. Kateřiny, která byla pořízena v roce 1880 na místo původního obrazu svaté Kateřiny od J. V. Menninga z roku 1757. V kostele jsou barokní obrazy s biblickou novozákonní tematikou Ježíšových zázraků: Zázračného rozmnožení chleba a ryb a Zázračného uzdravení ženy. Kamenná barokní křtitelnice pochází z roku 1755. V kostele jsou renesanční náhrobníky Václava Kaplíře z roku 1579 a Hedviky Kaplířové z roku 1580, které byly nalezeny v roce 1892 při opravách kostela a následně osazeny na vnitřní stěny boků presbytáře.